# Linea U3 (metropolitana di Monaco di Baviera)

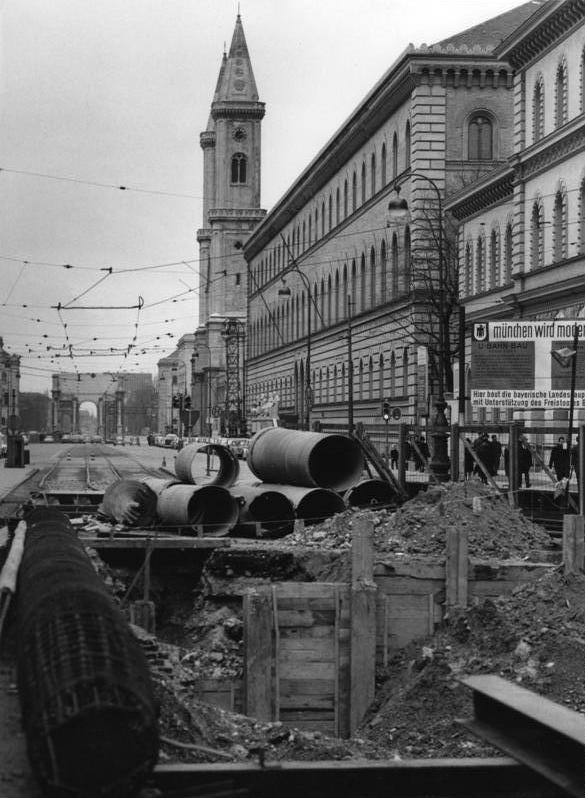
Costruzione della metropolitana presso Siegestor, 1967.

La linea U3 è una delle sei linee della Metropolitana di Monaco di Baviera, inaugurata l'8 maggio 1972, poco prima dei Giochi della XX Olimpiade. Attualmente, la linea si estende per 19 km con 25 stazioni.

## Storia
La costruzione della linea U3 vide la velocizzazione dei lavori quando Monaco divenne la città ospitante delle Olimpiadi del 1972; nel 1969 il progetto della rete, adottato solo un anno prima, fu rivisto e la linea u3 fu ridisegnata come ramo della linea U6 per servire il villaggio olimpico. Vi furono due ragioni per questa decisione: la prima era che non c'era abbastanza tempo per costruire una linea, come originariamente deciso, dalla Stazione Centrale (Hauptbahnhof) fino all'Olympiazentrum; in secondo luogo la linea, passando per Hauptbahnhof, non avrebbe abuto un collegamento con il deposito di Fröttmaning.
L'11 dicembre 2010 è stata aperta l'estensione della U3 da Olympia-Einkaufszentrum (OEZ) a Moosach; le due stazioni inaugurate (Moosach e Moosacher St.-Martins-Platz) sono la 99° e la 100° della rete monacense. L'organizzazione dei trasporti MVG ha affermato che non vi sono ulteriori progetti di estensione delle linee della U-Bahn.

## Linea
A partire dalla sua inaugurazione nel 1972 fino al 2007, il capolinea nord della U3 è stato Olympiazentrum. Questa stazione è composta da quattro binari che aiutano il deflusso dei passeggeri durante i grandi eventi al Parco Olimpico. Questa stazione, oggi conosciuta come Olympiazentrum, fu originariamente chiamata "Oberwiesenfeld", e questo nome è ancora visibile sul muro occidentale della stazione, anche se forse non lo sarà ancora molto a lungo. Nel 2007 la linea si è estesa fino a Olympia-Einkaufszentrum (OEZ), passando per la nuova stazione di Oberwiesenfeld (in origine chiamata Olympiapark-Nord). Il nome "Oberwiesenfeld" fu dato in onore del sito del primo Aeroporto internazionale di Monaco di Baviera.
Verso sud, la stazione successiva è Petuerling, a cui segue Scheidplatz, dove è possibile effettuare l'interscambio con la linea U2. In questa stazione, i treni delle linee U2 e U3 arrivano contemporaneamente, per ottimizzare l'interscambio tra le linee. Dopo Scheidplatz, c'è la stazione Bonner Platz, e in seguito, a Münchner Freiheit la U3 si incrocia con la linea U6, con cui condivide il percorso fino a Implerstraße.
Dopo aver lasciato la stazione di Implerstraße, costituita da tre binari, la U3 raggiunge Brudermühlstraße, Thalkirchen (Zoo) e Obersendling, che è costruita 30 metri sopra la stazione Thalkirchen, dato che si trova sul "Hochufer" (riva orientale) del fiume Isar. Presso questa stazione è possibile anche effettuare l'interscambio con la S-Bahn alla stazione Siemenswerke.  La U3 continua poi attraverso Aidenbachstraße e Machtlfinger Straße fino a raggiungere Forstenrieder Allee, Basler Straße e infine il capolinea Fürstenried West. Questa tratta è stata inaugurata il 28 ottobre 1989, come si può vedere dai grandi numeri che si trovano all'entrata occidentale di Obersendling.